# NGC 4004
NGC 4004 est une galaxie irrégulière située dans la constellation du Lion. NGC 4004 a été découverte par l'astronome germano-britannique William Herschel en 1785.

## Caractéristiques
NGC 4004 présente une large raie HI. Elle renferme également des régions d'hydrogène ionisé. De plus, c'est une galaxie compacte présentant un spectre avec des raies d'émission étroites (compact narrow emission line galaxy (NELG)).

### Distance
Sa vitesse par rapport au fond diffus cosmologique est de 3 666 ± 21 km/s, ce qui correspond à une distance de Hubble de 54,1 ± 3,8 Mpc (∼176 millions d'al).

### Émission de radiation ultraviolette
NGC 4004 est une galaxie dont le noyau brille dans le domaine de l'ultraviolet. Elle est inscrite dans le catalogue de Markarian sous la cote Mrk 432 (MK 432).

## Groupe de NGC 4017
Selon A.M. Garcia, la galaxie NGC 4004 fait partie d'un groupe de galaxies qui compte au moins quatre membres, le groupe de NGC 4017. Les autres membres du groupe sont NGC 4008, NGC 4016 et NGC 4017.
Abraham Mahtessian mentionne aussi un groupe dont fait partie NGC 4004, mais il n'y a que trois galaxies dans sa liste, NGC 4016 n'y figurant pas.
D'autre part, il est étonnant que la galaxie IC 2982 à l'ouest de NGC 4004 ne figure dans aucune des deux listes. La distance qui la sépare de la Voie lactée est de 53,86 ± 3,78 Mpc (∼176 millions d'al), pratiquement la même que celle de NGC 4004. Cette galaxie est même désignée comme NGC 4004B par la base de données NASA/IPAC On pourrait même affirmer que les deux galaxies forment une paire en interaction au vu de la déformation de NGC 4004. C'est sans doute pour cette raison que les deux galaxies sont inscrites au catalogue des galaxies en interaction Vorontsov-Velyaminov.